# Veliko Laole
Veliko Laole (en serbe cyrillique : Велико Лаоле) est une localité de Serbie située dans la municipalité de Petrovac na Mlavi, district de Braničevo. Au recensement de 2011, elle comptait 1 713 habitants.
Veliko Laole, officiellement classé parmi les villages de Serbie, est situé sur les bords de la Mlava, un affluent du Danube.
À Belo Vode, près de Veliko Laole, les archéologues ont mis au jour les vestiges d'activités métallurgiques remontant à la culture de Vinča.

## Démographie

### Évolution historique de la population
| 1948  | 1953  | 1961  | 1971  | 1981  | 1991  | 2002  | 2011  |
| ----- | ----- | ----- | ----- | ----- | ----- | ----- | ----- |
| 2 940 | 3 076 | 3 143 | 2 951 | 2 910 | 2 694 | 1 925 | 1 713 |

|  |